# Spoorlijn Plockhorst - Peine
De spoorlijn Plockhorst - Peine was een Duitse spoorlijn in Nedersaksen en was als spoorlijn 1723 onder beheer van DB Netze.

## Geschiedenis
Het traject werd door de Deutsche Reichsbahn geopend in 1922. Op 1 juni 1958 is het personenvervoer op de lijn opgeheven. Goederenvervoer tussen Stederhorst en Peine heeft nog plaatsgevonden tot 1 juni 2003. Thans is de volledige lijn opgebroken.

## Aansluitingen
In de volgende plaatsen is of was er een aansluiting op de volgende spoorlijnen:
Plockhorst
DB 1722, spoorlijn tussen Celle en Braunschweig
DB 6107, spoorlijn tussen Berlijn en Lehrte
Peine
DB 1730, spoorlijn tussen Hannover en Braunschweig